# ديفيد بويبل
ديفيد بويبل هو بروفسور في علم النفس والعلوم العصبية في جامعة نيويورك، وهو باحث يقوم بتوظيف المعرفة العصبية الإدراكية والسلوكية لدراسة الأسس الدماغية للسمع وإدراك الكلام وفهم اللغات. في يونيو 2014، تم تعيين بويبل مديراً لمعهد ماكس بلانك للجماليات التجريبية (Max Planck Institute for Empirical Aesthetics) في فرانكلين في ألمانيا.